# Jock Stewart
William George Alexander Stewart, detto Jock (Dufftown, 15 settembre 1883 – Bishop's Stortford, 9 agosto 1950), è stato un pistard britannico.

## Palmarès

### Olimpiadi
- Argento a Anversa 1920 nell'inseguimento a squadre.